# Dichromodes orthotis
Dichromodes orthotis är en fjärilsart som beskrevs av Edward Meyrick 1890. Dichromodes orthotis ingår i släktet Dichromodes och familjen mätare. Inga underarter finns listade i Catalogue of Life.